# پارک ملی گالیسیا
پارک ملی گالیسیا (به اسپانیایی: Parque nacional de las Islas Atlánticas de Galicia) یک پارک ملی در اسپانیا است که در استان پنتبدرا واقع شده‌است.